# دارن کوری
دارن کوری (انگلیسی: Darren Currie؛ زادهٔ ۲۹ نوامبر ۱۹۷۴) بازیکن فوتبال اهل بریتانیا است.
از باشگاه‌هایی که در آن بازی کرده‌است می‌توان به باشگاه فوتبال دربی کانتی، باشگاه فوتبال بورم‌وود، باشگاه فوتبال لیتون اورینت، باشگاه فوتبال بارنت، باشگاه فوتبال لوتون تاون، باشگاه فوتبال هندون، باشگاه فوتبال چسترفیلد، باشگاه فوتبال ایپسویچ تاون، باشگاه فوتبال کاونتری سیتی، باشگاه فوتبال داگنم و ردبریج، باشگاه فوتبال وستهام یونایتد، باشگاه فوتبال پلیموث آرگیل، باشگاه فوتبال برایتون اند هوو آلبیون، باشگاه فوتبال وایکام واندررز، و باشگاه فوتبال شروزبری تاون اشاره کرد.